# William Staveley
Sir William Doveton Minet Staveley, GCB, DL (* 10. November 1928 in Mamhull, Dorset; † 13. Oktober 1997 in Sevenoaks, Kent) war ein britischer Seeoffizier der Royal Navy, der zuletzt als Flottenadmiral (Admiral of the Fleet) zwischen 1985 und 1989 Erster Seelord (First Sea Lord) war.

## Leben

### Ausbildung und Verwendungen als Seeoffizier

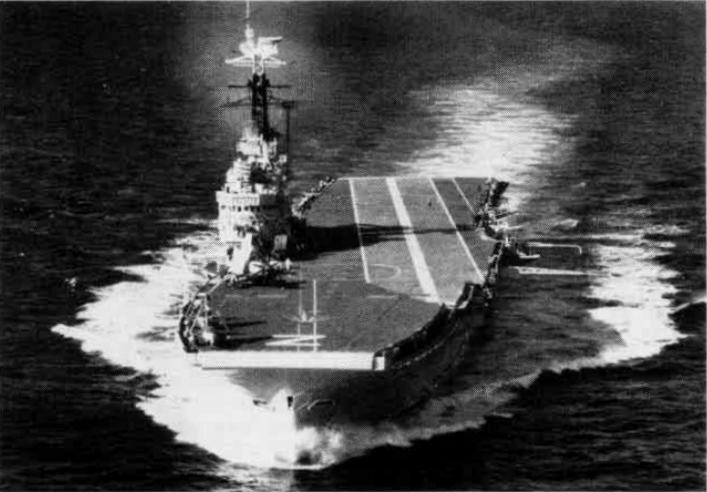
Staveley war zwischen Mai 1972 und 1973 Kommandant des Leichten Flugzeugträgers HMS Albion.

William Doveton Minet Staveley war der Sohn von Rear-Admiral Cecil Minet Staveley und dessen Ehefrau Margaret Adela Sturdee. Sein Großvater väterlicherseits war General Charles William Dunbar Staveley und sein Großvater mütterlicherseits Admiral of the Fleet Frederick Charles Doveton Sturdee, 1. Baronet. Er selbst begann nach dem Besuch der West Downs School 1942 als Seekadett eine Ausbildung zum Seeoffizier am Britannia Royal Naval College (BRNC). Am 1. September 1946 wurde er zum Midshipman befördert und fand Verwendungen an Bord des Leichten Kreuzer Ajax sowie des Zerstörers Zephyr. Er wurde am 1. Januar 1948 zum Sub-Lieutenant befördert und wurde danach auf dem Leichten Kreuzer HMS Nigeria sowie dem Leichten Kreuzer Bermuda eingesetzt. Er wurde am 1. September 1950 zum Lieutenant befördert. und fand in der Folgezeit Verwendungen auf der königlichen Yacht Britannia sowie dem Zerstörer Cavalier.
Am 1. September 1958 wurde Staveley zum Lieutenant-Commander befördert und absolvierte 1959 das Royal Naval College in Greenwich. Nach weiteren Verwendungen erfolgte am 31. Dezember 1961 seine Beförderung zum Commander, woraufhin er im Januar 1962 als Kommandant des Minensuchbootes HMS Houghton sein erstes eigenes Schiffskommando übernahm. Mit dieser nahm er an einem Einsatz während der sogenannten Konfrontasi teil, ein Konflikt zwischen Indonesien und Malaysia, der von 1963 bis 1966 dauerte. Nachdem er im Oktober 1967 kurzzeitig Kommandant der Fregatte HMS Zulu wurde, erfolgte am 31. Dezember 1967 seine Beförderung zum Captain sowie Ernennung zum stellvertretenden Leiter der Abteilung für Marineplanung im Verteidigungsministerium. Im November 1970 übernahm er den Posten als Kommandant des amphibischen Landungsschiffes Intrepid und hatte diesen bis April 1972 inne. Danach war er zwischen Mai 1972 und 1973 Kommandant des Leichten Flugzeugträgers HMS Albion und absolvierte im Anschluss das Royal College of Defence Studies (RCDS), woraufhin er zwischen Februar 1974 und August 1976 Direktor der Abteilung Marineplanung im Verteidigungsministerium war.

### Aufstieg zumAdmiral of the Fleetund Erster Seelord
Anschließend war William Staveley von Oktober 1976 bis März 1977 Kommandeur der 2. Flottille (Flag Officer, Second Flotilla) und wurde während dieser Verwendung mit Wirkung zum 7. Januar 1977 zum Rear-Admiral befördert. Daraufhin fungierte er von März 1977 bis Juli 1978 als Kommandeur der Flugzeugträger und amphibischen Landungseinheiten (Flag Officer, Carriers and Amphibious Ships) und war als solcher in Personalunion auch Kommandeur der NATO-Flugzeugträger-Angriffsgruppe Zwei (NATO Commander, Carrier Striking Group Two). Danach übernahm er zwischen Oktober 1978 und Juni 1980 den Posten als Chef des Stabes des Flottenkommandos (Chief of Staff to Commander in Chief, The Fleet) und erhielt in dieser Verwendung mit Wirkung zum 11. April 1980 seine Beförderung zum Vice-Admiral.
Im Juli 1980 löste Vice-Admiral Staveley Vice-Admiral Anthony Morton als Vize-Chef des Marinestabes (Vice-Chief of the Naval Staff) ab und verblieb in dieser Verwendung bis Oktober 1982, woraufhin Vice-Admiral Peter Stanford seine Nachfolge antrat. Am 13. Juni 1981 wurde er zum Knight Commander des Order of the Bath (KCB) geschlagen und führte seither den Namenszusatz „Sir“. Nachdem er mit Wirkung zum 29. Oktober 1982 zum Admiral befördert worden war, löste er Admiral John Fieldhouse als Oberkommandierender der Flotte (Commander-in-Chief, The Fleet). Er bekleidete diese Funktion bis zu seiner Ablösung durch Admiral Nicholas Hunt im Juni 1985 und war zugleich in Personalunion Oberkommandierender des Alliierten NATO-Kommandos Ärmelkanal CINCHAN (Commander-in-Chief, Allied Command Channel) sowie Oberkommandierender der NATO-Streitkräfte im Ostatlantik CINCEASTLANT (Commander-in-Chief, Eastern Atlantic). Am 16. Juni 1984 wurde er zum Knight Grand Cross des Order of the Bath (GCB) erhoben.
Zuletzt wurde er im August 1985 Nachfolger von Admiral of the Fleet John Fieldhouse als Erster Seelord (First Sea Lord) sowie zugleich als Chef des Marinestabes (Chief of the Naval Staff). Er war ferner Erster Aide-de-camp von Königin Elisabeth II. für die Marine. Er bekleidete diese Funktionen bis zu seiner Ablösung durch Admiral Julian Oswald im Mai 1989. Im Mai 1989 wurde er zum Admiral of the Fleet befördert, schied aus dem aktiven Militärdienst aus und trat in den Ruhestand.

### Sonstiges Engagement, Ehe und Nachkommen
Staveley engagierte sich zudem seit 1973 als Younger Brother in der Leuchtfeuerverwaltung (Trinity House) und wurde 1987 sowohl Ehrenbürger von London (Freeman of the City) als auch Mitglied der Gilde der Schiffbauer (Liveryman of the Worshipful Company of Shipwrights). Er war zudem von 1988 bis zu seinem Tode 1997 Treuhänder und Direktor der Historischen Gesellschaft für den Chatham Dockyard, Treuhänder und Direktor des Florence Nightingale Museum des St Thomas’ Hospital sowie als Mitglied des Verwaltungsrates der University of Kent at Canterbury. 1990 wurde er des Weiteren Mitglied des Londoner Beirates im English Heritage Trust sowie am 14. Februar 1992 Deputy Lieutenant (DL) der Grafschaft Kent.
Aus seiner 1954 mit Bettina Kirstine Shuter geschlossenen Ehe ging ein Sohn hervor. Er starb an den Folgen eines Herzinfarkts.